# Nyctiophylax tacuarembo
Nyctiophylax tacuarembo är en nattsländeart som beskrevs av Angrisano 1994. Nyctiophylax tacuarembo ingår i släktet Nyctiophylax och familjen fångstnätnattsländor. Inga underarter finns listade i Catalogue of Life.